# Iglesia de Santa Marina (Chantada)
La Iglesia de Santa Marina (en gallego: Igrexa de Santa Mariña) es un templo católico del siglo xix ubicado en Chantada, Lugo (Galicia, España).

## Historia
Emplazada en el solar donde anteriormente se erigía otra iglesia, en 1793 se dio inicio a una importante reforma estructural destinada a dotar al antiguo templo de mayores dimensiones, finalizando las obras en 1818. Destaca el hecho de que algunos elementos de la edificación fueron reformados empleando partes de la Ermita de Santa Ana, derruida para tal fin en 1801 a instancias del obispo Felipe Peláez Canedo, quien dio la orden de demolerla el 13 de julio de ese año, habiendo solicitado el anterior obispo, fray Francisco de Armañá, la reforma del antiguo templo durante sus visitas pastorales en 1769, 1777 y 1779 con el fin de solucionar los problemas de espacio.

## Descripción

### Exterior
La fachada principal, realizada en mampostería de granito y de estilo neoclásico, se estructura en cuatro pilastras con entablamento coronadas por un frontón partido clásico cercado por pináculos del que parte el campanario, de dos cuerpos y base cuadrada con un vano en cada cara, todo ello rematado por un cupulín de planta octogonal. De techo a dos y cuatro aguas, los muros laterales presentan traza regular, con sillares diferentes en la sacristía debido a que anteriormente formaron parte de la Ermita de Santa Ana. Sobre la puerta de entrada, bajo un óculo, destaca un frontis con la siguiente inscripción:

TERRIBILIS EST LOCUS ISTE. HIC DOMUS DEI EST ET PORTA COELI. ANNO MDCCCXVIII
MAGNÍFICO ES ESTE LUGAR, ESTA ES LA CASA DEL SEÑOR Y PUERTA DEL CIELO. AÑO DE 1818.

### Interior

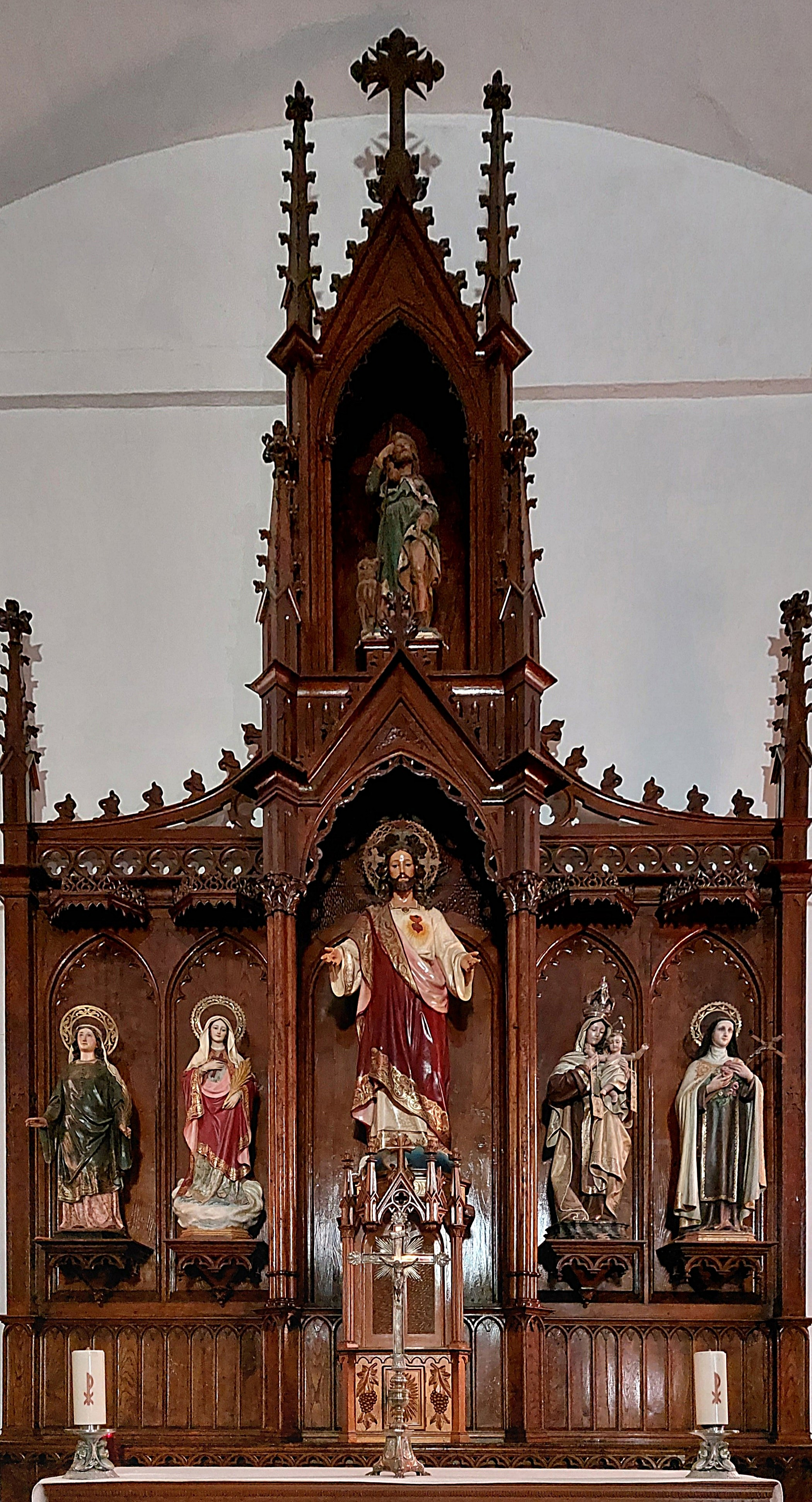
Retablo mayor

La iglesia posee planta rectangular y una única nave. La capilla mayor, situada tras un arco de medio punto, alberga un retablo neogótico de un cuerpo con cinco calles, banco y ático, compuesto en su conjunto por arcos apuntados polilobulados, estando la calle central coronada por un gablete y las laterales por sencillos doseletes. Las calles laterales cuentan a su vez con peanas sostenidas cada una por seis arcos trilobulados, mientras que el ático está cercado por aletones rematados en los extremos por notables chapiteles. Destaca entre el ático y el cuerpo del retablo un entablamento con motivos circulares cuadrilobulados calados así como un pronunciado gablete coronando el conjunto. Respecto a la imaginería, la calle central, la única que alberga una hornacina además del ático, contiene una imagen del Sagrado Corazón de Jesús, ubicándose a la izquierda imágenes de Santa Quiteria y Santa Marina, mientras que a la derecha se encuentran tallas de la Virgen del Carmen y Santa Teresa de Lisieux, mostrando el ático una imagen de San Roque.
La sacristía, ubicada en el ábside y de planta semicircular, se halla emplazada tras la capilla mayor y a la misma se accede a través de dos arcos conopiales de madera ubicados a ambos lados del retablo mayor y coronados por un retablo de un único cuerpo y calle rematado en un gablete ornamentado con chapiteles, destacando en el de la zona de la epístola una talla de San Antonio de Padua (todos los retablos originales resultaron destruidos en un incendio). Por su parte, frente al presbiterio y a ambos lados se ubican dos grandes hornacinas pétreas en arco escarzano con nueve dovelas y fondo de madera, hallándose en la de la derecha, coronada esta por un escudo acuartelado, una urna en cuyo interior se conserva una representación de la huida a Egipto. Estas dos hornacinas son capillas dedicadas respectivamente a San Antonio y a San Juan Bautista (el patronato de esta última pasó a ser ostentado por José María Quiroga y Pardo Arias en 1819). En los muros de la nave destacan a su vez dos imágenes de bulto redondo; la de la zona de la epístola representa a la Virgen de Fátima y la de la zona del evangelio a la Virgen Milagrosa. Sobresalen así mismo cuatro vitrales rectangulares, dos en la nave y dos en la capilla mayor, los cuales muestran imágenes de Santa Marina, la Virgen Milagrosa, San José y San Antonio de Padua.
La tribuna, con una artística balaustrada, presenta planta semicircular y se apoya sobre cuatro sencillas columnas de madera de base cuadrada. Bajo ella, junto a la puerta de entrada, destacan dos cuadros, uno con una imagen de Nuestra Señora del Perpetuo Socorro y otro con una fotografía del Santo Cristo de Limpias. Sobresale igualmente entre la imaginería del templo un Cristo Nazareno, obra de Maximino Magariños Rodríguez terminado por un discípulo a causa de la muerte del escultor, y un San Francisco de Asís abrazando a Cristo en la cruz, imagen galardonada en una exposición celebrada en Barcelona en 1912. Una de las piezas más llamativas es una custodia donada en 1779 por el marqués de Astorga; ornamentada con 330 piedras preciosas, en la base figura la siguiente inscripción:

LA DIO EL EXMO. SR. DN. VICENTE/ MARQS. DE ASTORGA/ A LA PARRQ. DE SU VILLA DE CHANTADA. AÑO 1779/ MIGL. MATRITI, (punzón), MG/ GONZ.

### Entorno
El templo, ubicado en el corazón del casco histórico de la villa del Asma, está rodeado de importantes edificios y construcciones, como la Casona de Lemos, la Casa de Basán y la Plaza del Cantón, sede de la desaparecida Fortaleza de Chantada, propiedad del marqués de Astorga.